# Griesbach-au-Val
Griesbach-au-Val je občina v departmaju Haut-Rhin francoske regije Alzacija.
Leta 1990 je v občini živelo 587 oseb oz. 124 oseb/km².